# Idiosoma dandaragan
Idiosoma dandaragan es una especie de araña migalomorfa del género Idiosoma, familia Idiopidae. Fue descrita científicamente por Rix & Harvey en 2018.
Esta especie habita en Australia Occidental. El holotipo masculino mide 17,5 mm y el paratipo femenino 18,6 mm.